# Yves Guyot

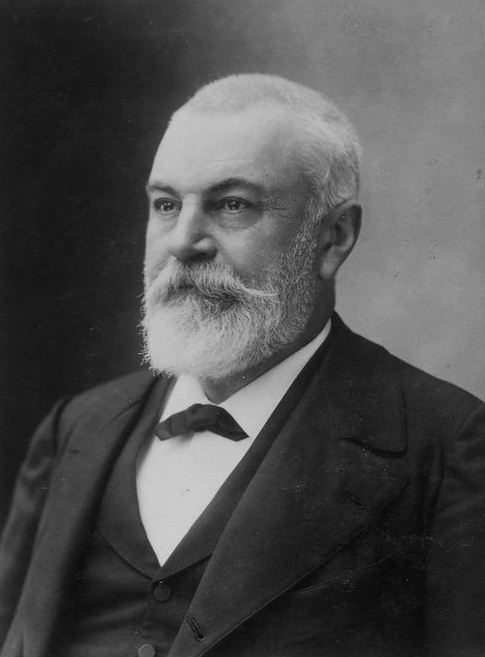
Yves Guyot, fotografi av Nadar.

Yves Guyot, född 6 september 1843 i Dinan, död 22 februari 1928, var en fransk politiker.
Guyot var ursprungligen journalist, blev 1885 deputerad och var 1889-92 minister för offentliga arbeten i Pierre Tirard och Charles de Freycinets regeringar. Han var direktör för La Siècle, senare huvudredaktör för Journal des Économistes, ordförande i Société d'économie politique, samt direktör för Agence économique et financière. Guyot utgav ett stort antal politiska, ekonomiska och sociala studier, i vilka han försvarade frihandeln samt bekämpade socialismen. Bland hans arbeten märks La science économique (1881), Les principes de 89 et le socialisme (1894) samt L'économie de l'effort (1896).